# Abangares (canton)
Abangares est un canton (deuxième échelon administratif) costaricien de la province de Guanacaste au Costa Rica.